# Chiesa di Santa Maria delle Grazie la Nuova
La chiesa di Santa Maria delle Grazie "la Nuova" costituiva, con l'annesso convento delle monache agostiniane, un complesso religioso situato in piazza S. Maria in Passione, nel quartiere genovese del Molo; chiuso all'inizio dell'Ottocento, dopo i restauri terminati nel 2004 ospita il centro studi "Casa Paganini".
Il complesso, costruito nel XV secolo, è così denominato per distinguerlo dal vicino santuario di Nostra Signora delle Grazie al Molo. Sulla stessa piazzetta di S. Maria in Passione si trovano i resti della chiesa omonima, quasi completamente distrutta dai bombardamenti della seconda guerra mondiale.

## Storia

### Le origini

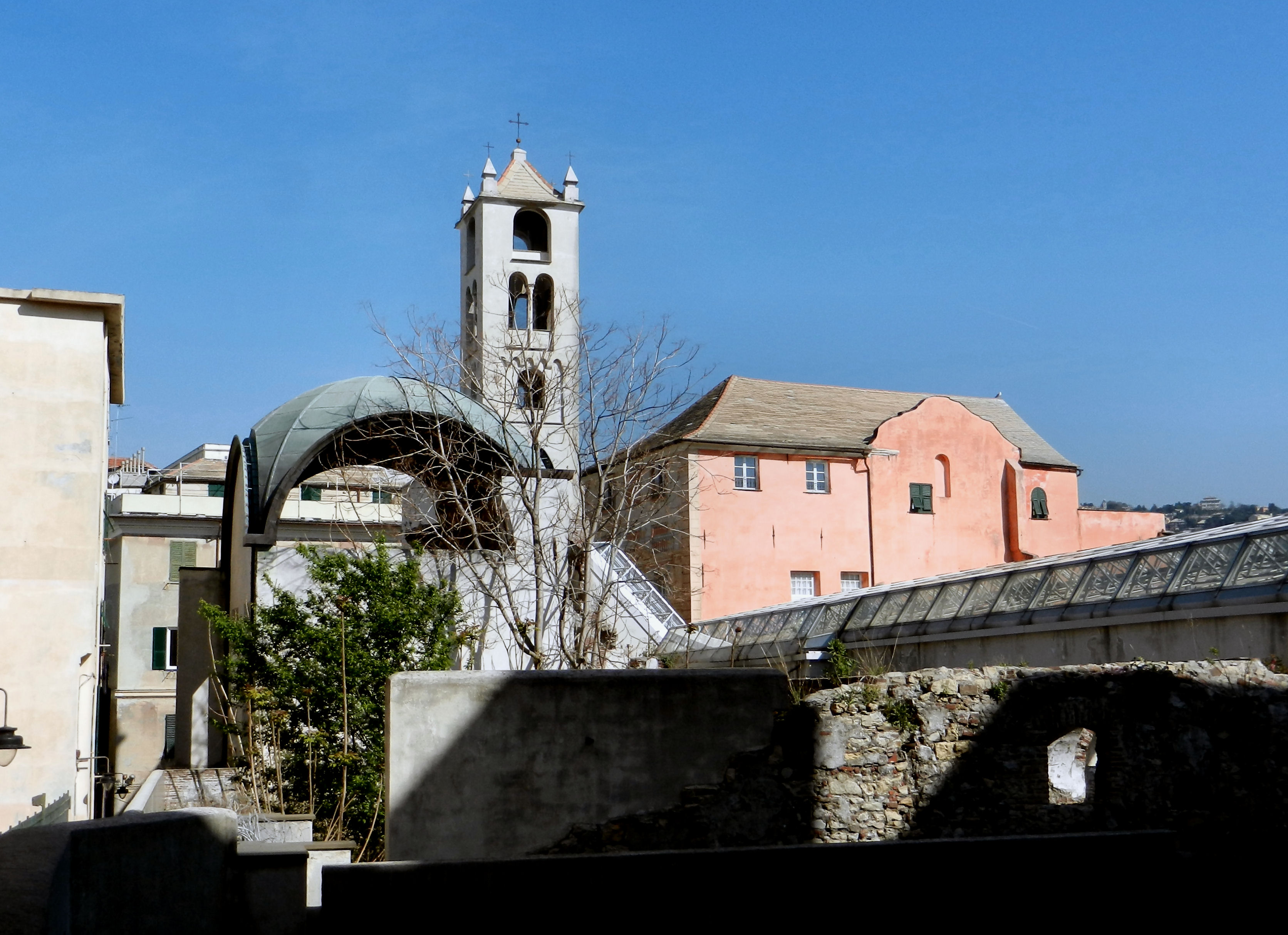
I ruderi ed il campanile di S. Maria in Passione e, sulla destra, l'ex convento di S. Maria delle Grazie

La collina di Castello, che vide il primo insediamento urbano intorno alla metà del I millennio a.C. ospitava in epoca medioevale la residenza vescovile e la corte fortificata della potente famiglia feudale degli Embriaci. Tra il XIV e il XV secolo con la decadenza di questa famiglia sul colle si insediarono attività artigianali e commerciali e comunità monastiche. Fu proprio tra la fine del XIV secolo e la prima metà del XV che le canonichesse lateranensi, religiose che seguivano la regola di Sant'Agostino, in gran parte provenienti da famiglie della nobiltà cittadina, acquisirono alcune proprietà su quello che era stato l'insediamento degli Embriaci allo scopo di costruire una chiesa e un convento dedicati alla Madonna delle Grazie. Il complesso, che inglobava i resti di due delle torri degli Embriaci e quelli delle mura preromane, fu costruito nella seconda metà del XV secolo.

### La ristrutturazione seicentesca
Nei secoli successivi l'edificio subì numerose modifiche. Particolarmente importante la ristrutturazione iniziata nel 1623, quando le monache, la cui comunità era cresciuta fino a raggiungere il numero di cento religiose, avanzarono una richiesta di fondi al papa Gregorio XV per poter adeguare i locali del convento, segnalando la necessità di ampliare il refettorio, gli spazi di lavoro e la cappella interna ed aumentare il numero delle celle.
Altri restauri si resero necessari a seguito dei danni causati dal bombardamento navale francese del 1684.

#### L'Educandato
In occasione dell'ampliamento del complesso, nel 1623, le monache fecero costruire, adiacente ad esso, un grande edificio, destinato a scuola per le giovani delle famiglie nobili, che si estende tra salita Mascherona, via Mascherona, vico Alabardieri e vico Vegetti, collegato al convento da un passaggio sopraelevato su via Mascherona; oggi l'edificio, rimaneggiato e sopraelevato, si presenta come un normale caseggiato suddiviso in appartamenti.

### La chiusura del monastero
Il monastero, risparmiato in un primo tempo dalle leggi di soppressione del 1797, venne espropriato nel 1810, quando la ex Repubblica Ligure era stata annessa all'impero napoleonico. Le monache si trasferirono nel vicino complesso di S. Maria in Passione, insieme a quelle provenienti dai monasteri di San Bartolomeo dell'Olivella e Sant'Andrea della Porta, anch'essi soppressi.
Gli spazi del convento e l'Educandato furono trasformati in abitazioni, mentre la chiesa, inizialmente utilizzata come caserma, divenne un deposito di legname; trasformata in teatro alla fine dell'Ottocento, fu in seguito tipografia, sala da ballo e palestra, prima di un lungo periodo di abbandono.

### Il restauro dei primi anni duemila
Il complesso, in grave stato di degrado, fu acquistato nel 1987 dall'Università di Genova, e grazie ad un accordo siglato nel 2001 tra la stessa università, la regione Liguria, il comune di Genova e il Ministero per i beni e le attività culturali, fu completamente restaurato tra il 2003 e il 2004.
Al termine dei restauri il monastero è stato in parte destinato all'edilizia universitaria, mentre la zona monumentale, comprendente l'ex chiesa, il coro delle monache e gli spazi adiacenti è sede del centro di ricerca  Casa Paganini - InfoMus. dell'Università di Genova, su scienza e tecnologia per le arti performative (musica, danza), per la cultura (fruizione attiva di contenuti museali), sistemi interattivi multimediali per terapia e riabilitazione.
Nel corso dell'intervento di recupero sono state portate alla luce importanti testimonianze degli insediamenti urbani sulla collina di Castello a partire dal V secolo a.C. fino al Medioevo ed approfondite le conoscenze sulla storia e le tecniche costruttive del complesso, dalla costruzione quattrocentesca, che ha inglobato preesistenti strutture medioevali, alla ristrutturazione seicentesca, fino ai restauri successivi al bombardamento del 1684. I restauri hanno anche recuperato gli affreschi di scuola genovese del XVII secolo, opera di Giovanni Carlone, Bernardo Castello e Giacomo Antonio Boni.
Le indagini archeologiche condotte dalla Soprintendenza per i Beni Archeologici della Liguria hanno confermato l'importanza del sito, già attestata dai primi interventi condotti da Nino Lamboglia nel 1952 e proseguiti negli anni sessanta, che avevano messo in luce i resti dell'oppidum preromano.
Sotto alla chiesa di Santa Maria delle Grazie è stato rilevato, inglobato nelle fondamenta, un poderoso tratto di muro, dello spessore di 1,80 m, che faceva parte della cortina muraria che cingeva il primitivo abitato, databile tra la fine del VI e la prima metà del V secolo a.C. Questi reperti, situati ad un livello inferiore rispetto alla chiesa, sono visibili in una sala sotterranea, appositamente creata sotto al pavimento dell'attuale auditorium.
Di notevole interesse anche i resti riconducibili al periodo medioevale, quando la collina, dopo secoli di abbandono, era divenuta sede del castello fortificato vescovile che le ha dato il nome. Sull'area dove sarebbe poi sorto il monastero, nel XII secolo aveva la sua roccaforte la potente famiglia feudale degli Embriaci, con la sua curia in corrispondenza della piazza di S. Maria in Passione. Nel complesso di S. Maria delle Grazie è inglobata una delle torri che svettavano sull'insediamento degli Embriaci, simile per struttura e tecnica costruttiva a quella ancora esistente, situata poco distante, accanto alla chiesa di Santa Maria di Castello. La torre, datata alla prima metà del XII secolo, ha pianta quadrangolare ed è costruita a conci di pietra squadrati con muri dello spessore di circa 2 metri. Le fondazioni di un'altra torre, di cui sono visibili alcuni conci a bugnato, sono inglobate nell'angolo sud ovest della chiesa, alla base dell'archivolto che dà accesso alla piazza S. Maria in Passione. Dagli scavi sono emersi anche resti di stoviglie di notevole raffinatezza per l'epoca, databili tra l'XI e il XIII secolo, che appartenevano alla dotazione della cucina e della mensa dell'insediamento degli Embriaci.

### Il centro di ricerca Casa Paganini - InfoMus dell'Università di Genova
La parte monumentale del complesso ospita dal 2005 il centro di ricerca  Casa Paganini - InfoMus. dell'Università di Genova ed è aperta a visite da parte del pubblico in giorni specificati nello stesso sito. Si tratta di un esempio suggestivo e culturalmente interessante di riutilizzo di siti monumentali.

## Descrizione
La chiesa è completamente integrata nel complesso monastico, con l'ingresso su piazza di S. Maria in Passione. Oggi l'ingresso è attraverso un locale posto alla sinistra di quello della chiesa; questo locale, che probabilmente ospitava la tomba della venerabile Battistina Vernazza, era in origine la prima cappella di sinistra della chiesa, ed è decorato con raffinati stucchi settecenteschi. Nella volta un affresco di Giacomo Antonio Boni, ritenuto raffigurare S. Antonio da Padova che ha la visione del Bambino Gesù, anche se l'abito da gesuita del santo fa oggi propendere gli studiosi per S. Luigi Gonzaga o S. Stanislao Kostka. La decorazione si completa con due ovali a stucco con figure femminili, probabilmente Caterina Fieschi e Battistina Vernazza. Da questa cappella un arcone vetrato sulla destra dà accesso alla prima campata della chiesa.
La chiesa, sala principale per esperimenti scientifici condotti dal centro di ricerca Casa Paganini - InfoMus, è anche utilizzata per eventi pubblici in sintonia con la  missione del centro (PDF).. Essa conserva, nonostante i vari interventi succedutisi nel tempo, la struttura dell'originario edificio quattrocentesco, a navata unica con il coro delle monache sovrapposto alla prima campata, caratteristiche tipiche delle chiese degli ordini monastici femminili.
Con il restauro del 2004 sono stati recuperati gli affreschi sulla volta e sulle pareti della chiesa, degradati dal tempo e dall'incuria da parte dei diversi utilizzatori dei locali. Il restauro è stato eseguito senza operare integrazioni ma lasciando in evidenza le lacune dei dipinti, colorate con intonaco a colori tenui monocromatici.
Nella volta sottostante al coro delle monache è un affresco di Giovanni Andrea Carlone raffigurante il Trionfo di S. Agostino sull’Eresia. Dello stesso G.A. Carlone sono quelli nella volta della campata centrale (Incoronazione della Vergine) e alle pareti (Morte della Vergine)..
Una ricca decorazione a stucco, attribuita a Taddeo Carlone, orna l'arcone di accesso, la volta e le pareti del presbiterio. La decorazione di queste ultime è formata da una serie di bassorilievi con episodi del Vangelo, solo in parte ancora leggibili.
La volta e le pareti del presbiterio sono decorate con un ciclo di affreschi di Bernardo Castello raffiguranti episodi della vita della Vergine, volti a celebrare il ruolo di Maria come corredentrice, come sottolineato dal Concilio di Trento. Sulla parete di fondo, piccoli affreschi di Valerio Castello raffiguranti Angeli con cartigli e simboli vescovili.
Nulla rimane invece dei dipinti attestati dalle fonti storiche prima della chiusura del complesso. La tela che si trovava sullo scomparso altare maggiore, raffigurante l'Annunciazione, opera di Giovanni Battista Paggi, è oggi conservata in una collezione privata, mentre il Cristo crocifisso e la Maddalena di Luciano Borzone, che era su uno degli altari laterali, e il dipinto raffigurante L'Angelo custode che indica l'immagine della Vergine dipinta da san Luca, di Giovanni Andrea Ansaldo, che era nella cappella da cui si accede alla chiesa, si trovano nella chiesa di San Rocco sopra Principe; una pala d'altare raffigurante l'Immacolata, opera giovanile di Bernardo Castello, è conservata nella chiesa di S. Maria della Vittoria di via S. Bartolomeo del Fossato, nel quartiere di San Teodoro.
Accanto alla chiesa vera e propria si trova la chiesa interna, destinata all'uso esclusivo delle monache, realizzata con la ristrutturazione seicentesca, oggi adibita a foyer dell'auditorium.
Al piano superiore si trovano altri ambienti, come la grande sala con soffitto ligneo, che aveva in origine un intonaco a bande bianche e nere, a cui nella ristrutturazione seicentesca è stata sovrapposta una decorazione con finte lesene alternate da raffigurazioni di vedute marine, paesaggi di campagna e composizioni floreali. Queste decorazioni profane, che si ritrovano in ambienti non strettamente collegati al culto, sono coerenti con il gusto artistico del tempo e riflettono il solido legame che univa le religiose alle famiglie aristocratiche di provenienza.
Dal piano superiore si accede al coro delle monache, affacciato sull'interno della chiesa, che ospita le tecnologie di Casa Paganini - InfoMus per gli esperimenti scientifici condotti nella chiesa. Un'iscrizione sulla controfacciata riporta che fu realizzato nel 1584 e rifatto nel 1686 poiché gravemente danneggiato dal bombardamento francese del 1684. Gli affreschi alle pareti e sulla volta, raffiguranti Angeli con simboli lauretani e Immacolata Concezione, un tempo ritenuti anch'essi opera di G.A. Carlone, sono stati recentemente attribuiti da G. Bozzo a Giovanni Battista Resoaggi (1662-1732).

## Persone legate al monastero di S. Maria delle Grazie
- Battistina Vernazza (1497-1587), monaca agostiniana, figlia di Ettore Vernazza, fondatore dell'Ospedale degli Incurabili; trascorse tutta la vita nel monastero di S. Maria delle Grazie in cui entrò giovanissima. Fu maestra delle novizie e per due volte badessa, dal 1547 al 1553 e dal 1577 al 1581[2]; è nota anche per i suoi scritti letterari e spirituali.[8] La sua causa di beatificazione iniziò nel 1639, ma non venne mai portata a compimento. Le sue spoglie con la chiusura del convento vennero trasferite in S. Maria in Passione ed infine dal 1970 nella chiesa della Santissima Annunziata di Portoria, accanto a quelle di S. Caterina Fieschi.[9][10]